# ヴォルフガング・ダンネ
ヴォルフガング・ダンネ（Wolfgang Danne、1941年12月9日 - 2019年6月16日）は、ドイツ出身の男性フィギュアスケート選手。1968年グルノーブルオリンピックペア銅メダリスト。パートナーはマーゴット・グロクシュバーなど。

## 経歴
- 当初、シグリート・リーヒマンとペアを組んでいたが、1964-1965年シーズンよりマーゴット・グロクシュバーとペアを組み、西ドイツ代表として国際大会に参加。
- 1966年ヨーロッパフィギュアスケート選手権で3位となり、翌1967年のヨーロッパフィギュアスケート選手権では2位、世界フィギュアスケート選手権でも2位となる。
- 1968年グルノーブルオリンピックに西ドイツ代表として出場し銅メダルを獲得。

## 主な戦績
| 大会/年        | 1962-63 | 1963-64 | 1964-65 | 1965-66 | 1966-67 | 1967-68 |
| -------------- | ------- | ------- | ------- | ------- | ------- | ------- |
| オリンピック   |         |         |         |         |         | 3       |
| 世界選手権     |         | 9       | 11      | 4       | 2       | 棄権    |
| 欧州選手権     | 11      | 6       | 7       | 3       | 2       | 4       |
| 西ドイツ選手権 | 3       | 3       | 2       | 3       | 1       | 1       |

1963-64年シーズンまでシグリート・リーヒマンとのペア。
1964-65年シーズンよりマーゴット・グロクシュバーとのペア。